# Жакмен, Франсуа
Франсуа Жакмен (фр. François Jacquemin; 1757—1807) — французский военный деятель, командир эскадрона (1799 год), участник революционных и наполеоновских войн.

## Биография
Начал военную службу 8 сентября 1774 года в королевском кавалерийском полку Бургундии (будущий 16-й кавалерийский). 27 августа 1781 года стал бригадиром, 1 сентября 1784 года – вахмистром, через четыре дня стал аджюданом полка. 10 мая 1792 года получил звание лейтенанта, служил в Северной армии. 17 июня следующего года повышен до капитана, и переведён в Арденнскую армию. Получил пулевую рану в левую ногу в сражении при Гейдельберге. 25 сентября 1799 года произведён в командиры эскадрона, и переведён в 5-й кавалерийский полк. Отличился в кампании у Маренго. С августа 1805 года с 5-м кирасирским полком состоял во 2-й дивизии тяжёлой кавалерии. Отличился при Аустерлице 2 декабря 1805 года, где захватил знамя Архангелогородского мушкетёрского полка и при Гофе 6 февраля 1807 года. Через два дня погиб в возрасте 49 лет в сражении при Эйлау в ходе знаменитой атаки 80 эскадронов.

## Награды
Легионер ордена Почётного легиона (14 июня 1804 года)
 Офицер ордена Почётного легиона (26 декабря 1805 года)